# UFC 274
UFC 274: Oliveira vs. Gaethje（ユーエフシー・ツーセブンティフォー：オリベイラ・バーサス・ゲイジー）は、アメリカ合衆国の総合格闘技団体「UFC」の大会の一つ。2022年5月7日、アリゾナ州フェニックスのフットプリント・センターで開催された。

## 大会概要
本大会はチャールズ・オリベイラとジャスティン・ゲイジーによるUFC世界ライト級タイトルマッチ、王者ローズ・ナマユナスと挑戦者カーラ・エスパルザによるUFC世界女子ストロー級タイトルマッチが組まれた。

## 試合結果

### アーリープレリム
第1試合 バンタム級 5分3R
○  ジャーニー・ニューソン vs.  ファーニー・ガルシア ×
3R終了 判定3-0（30-27、30-27、29-28）
第2試合 女子ストロー級 5分3R
○  ルーピー・ゴディネス vs.  アリアネ・カルネロッシ ×
3R終了 判定3-0（30-27、30-26、30-26）
第3試合 フライ級 5分3R
○  CJ・ベルガラ vs.  クレイドソン・ホドリゲス ×
3R終了 判定2-1（29-28、28-29、29-28）
第4試合 女子フライ級 5分3R
○  トレイシー・コルテス vs.  メリッサ・ガト ×
3R終了 判定3-0（29-28、29-28、29-28）
第5試合 ウェルター級 5分3R
○  アンドレ・フィアリョ vs.  キャメロン・ヴァンキャンプ ×
1R 2:35 KO（左フック）

### プレリミナリーカード
第6試合 ヘビー級 5分3R
○  ブラゴイ・イワノフ vs.  マルコス・ホジェリオ・デ・リマ ×
3R終了 判定3-0（29-28、29-28、29-28）
第7試合 フライ級 5分3R
○  ブランドン・ロイバル vs.  マット・シュネル ×
1R 2:14 ギロチンチョーク
第8試合 146.5ポンド契約 5分3R
○  メイシー・チアソン vs.  ノルマ・ドゥモン ×
3R終了 判定2-1（30-27、28-29、30-27）
※ドゥモンの体重超過によりフェザー級から変更。
第9試合 ウェルター級 5分3R
○  フランシスコ・トリナウド vs.  ダニー・ロバーツ ×
3R終了 判定3-0（29-28、30-27、30-26）

### メインカード
第10試合 ウェルター級 5分3R
○  ランディ・ブラウン vs.  ケイオス・ウィリアムズ ×
3R終了 判定2-1（29-28、28-29、29-28）
第11試合 ライトヘビー級 5分3R
○  オヴィンス・サンプルー vs.  マウリシオ・ショーグン ×
3R終了 判定2-1（28-29、29-28、30-27）
第12試合 ライト級 5分3R
○  マイケル・チャンドラー vs.  トニー・ファーガソン ×
2R 0:17 KO（右前蹴り）
第13試合 UFC世界女子ストロー級タイトルマッチ 5分5R
○  カーラ・エスパルザ vs.  ローズ・ナマユナス ×
5R終了 判定2-1（47-48、49-46、48-47）
※エスパルザが王座獲得に成功。
第14試合 UFC世界ライト級タイトルマッチ 5分5R
○  チャールズ・オリベイラ vs.  ジャスティン・ゲイジー ×
1R 3:22 リアネイキドチョーク
※オリベイラは体重超過により王座を剥奪され、ゲイジーが勝利した場合にのみ王座獲得の権利が与えられる変則タイトルマッチに変更。

### 各賞
ファイト・オブ・ザ・ナイト：ブランドン・ロイバル vs. マット・シュネル
パフォーマンス・オブ・ザ・ナイト：マイケル・チャンドラー、アンドレ・フィアリョ
各選手にはボーナスとして5万ドルが授与された。

### カード変更
負傷などによるカードの変更は以下の通り。